# Молодіжне (Аркалицька міська адміністрація)
Молоді́жне (каз. Молодежный) — село у складі Аркалицької міської адміністрації Костанайської області Казахстану. Адміністративний центр Молодіжного сільського округу.
У радянські часи село називалось Совхоз імені Адільбека Майкутова.
Населення — 282 особи (2021; 499 у 2009, 851 у 1999, 1008 у 1989).